# Rupert Charles Barneby
Rupert Charles Barneby (* 6. Oktober 1911 in Monmouthshire, England; † 5. Dezember 2000) war ein britisch-US-amerikanischer Botaniker und Autor.

## Biographie
Barneby wurde in Monmouthshire, England geboren. Er besuchte die Cambridge University, wo er 1932 einen B. A. in Geschichte und Moderne Sprachen erreichte. 1937 zog er in die Vereinigten Staaten, wo er bis zu seinem Tode lebte. Barneby nahm die US-amerikanische Staatsbürgerschaft an. Barneby arbeitete von den 1950er bis kurz vor seinem Tode im New York Botanical Garden.
Sein langjähriger Lebensgefährte war Harry Dwight Dillon Ripley (1908–1973).
Barneby veröffentlichte Bücher während seines ganzen beruflichen Lebens und beschrieb über 1.100 neue Pflanzenarten. Über 25 Pflanzen sind nach ihm benannt.  Sein Hauptinteressensgebiet in der Botanik war die Pflanzenfamilie der Leguminosae sowie zudem auch die Pflanzenfamilie Menispermaceae. Barneby erhielt mehrere Preise auf dem Gebiet der Botanik.

## Auszeichnungen und Ehrungen
- The New York Botanical Garden's Henry Allan Gleason Award (1980)
- American Society of Plant Taxonomists' Asa Gray Award (1989)
- International Association for Plant Taxonomy's Engler Silver Medal (1992)
- International Botanical Congress's Millennium Botany Award (1999)
- Nach ihm benannt sind die Pflanzengattungen Barnebya W.R.Anderson & B.Gates 1981 aus der Familie der Malpighiengewächse (Malpighiaceae) und Barnebydendron J.H.Kirkbr. 1999, Rupertia J.W.Grimes 1990 und Barnebyella Podlech 1994 aus der Familie der Hülsenfrüchtler (Fabaceae).[2]

## Werke (Auswahl)
- Atlas of North American Astragalus
- Daleae Imagines
- Intermountain Flora
- Silk Tree, Guanacaste, Monkey's Earring: A Generic System for the Synandrous Mimosaceae of the Americas.